# Mohamed Ait Abbou
Mohamed Ait Abbou, né le 23 août 1985, est un footballeur marocain évoluant au poste de défenseur avec le club jordanien d'Al Buqa'a.